# Frank Sartor
Frank Ernest Sartor AO (* 9. November 1951 in Yenda, New South Wales) ist ein australischer Politiker der Australian Labor Party und von Beruf Diplom-Chemiker. 
Frank Sartor bekleidet derzeit (2010) den Posten eines Minister for Climate Change and the Environment (Minister für Klimawandel und Umwelt) in New South Wales und ist ein gewähltes Mitglied für den Wahlbezirk Rockdale City im Parlament von New South Wales. 
Sartor studierte an der University of Sydney und am St John's College und schloss als Diplom-Chemiker ab. Er war, bevor er in die Politik ging, von 1976 bis 1983 als Chemie-Ingenieur beschäftigt und dabei mit Managementaufgaben bei Colgate-Palmolive und bei der Ölgesellschaft Total Australia Ltd. beauftragt.
Sartor war Minister for Planning, Redfern Waterloo and the Arts (Minister für Planung, Redfern Waterloo und Kunst). Redfern und Waterloo sind soziale Brennpunkte in Sydney. Er war auch unter den Premierministern von New South Wales Morris Iemma und Bob Carr Minister for Water and Utilities (Minister für Wasserwirtschaft).
Bevor er ins Parlament von New South Wales gewählt wurde, war er 12 Jahre lang, von September 1991 bis zum März 2003, der am längsten amtierende Bürgermeister Sydneys. In seiner Amtszeit war er Vizepräsident des Sydney Organising Committee for the Olympic Games für die Olympischen Sommerspiele 2000, Vorsitzender des Sydney Festival, Vorsitzender des Central Sydney Planning Committee und Vorstandsmitglied des Sydney Harbour Foreshore Authority. 
Nach einer jahrelangen Diskussion über ein Kunstwerk des anerkannten australischen Künstlers Herbert Flugelman, der den Silver Shish Kebab schuf, wurde dieses vermutlich auf Weisung von Sartor abgebaut, eingelagert und erst Jahre später wieder auf einem nachrangigen Platz und nicht mehr auf dem zentralen Platz von Sydney, dem Martin Place, aufgestellt.
2002 wurde er für den Dienst an der Gemeinschaft, insbesondere durch die Umsetzung von Plänen zur Verbesserung der Einrichtungen und der Infrastruktur in der Stadt Sydney und zur Unterstützung der Olympischen und Paralympischen Spiele zum Officer des Order of Australia ernannt.